# Bobby Mimms
Robert Andrew "Bobby" Mimms (York, 12 oktober 1963) is een Engels voormalig betaald voetbaldoelman die onder meer voor Everton, Tottenham Hotspur en Blackburn Rovers uitkwam.

## Clubcarrière
Mimms heeft bij verschillende clubs onder de lat gestaan, van 1981 tot 2001. Zijn carrière begon bij het wat meer bescheiden Halifax Town, waarna hij eerste doelman werd van Rotherham United (1981–1985). Vervolgens was hij doublure van de Welshe nummer één Neville Southall bij Everton (1985–1988), dat bezig was aan gouden jaren tachtig. Op dat punt in zijn loopbaan bleven zijn speelkansen gering ondanks het feit dat hij al een rijpe twintiger was en ervaring had als eerste doelman.
Mimms werd door Everton achtereenvolgens verhuurd aan Notts County, Sunderland, Blackburn Rovers en Manchester City. Vanaf 1988 speelde hij voor Tottenham Hotspur. Mimms moest Ray Clemence vervangen. Clemence ging met pensioen. Bij de Spurs kwam hij 37 maal in actie in de competitie, de Football League First Division. In 1990 werd hij verhuurd aan het Schotse Aberdeen. Mimms verruilde de Spurs in 1990 voor Blackburn Rovers. Hij was eerste doelman tot 1993, doordat hij na het aantrekken van Tim Flowers (Southampton) erg stevige concurrentie kreeg. Mimms speelde desondanks in totaal 128 competitiewedstrijden voor Blackburn Rovers.
Mimms was in het voorjaar 1992 met Blackburn naar de hoogste afdeling gepromoveerd na winst in de finale van de Football League Second Division-play-offs tegen Leicester City. Dit werd Mimms' grootste verwezenlijking als eerste doelman van Blackburn. De hoogste afdeling heette dat voorjaar nog de Football League First Division, maar in augustus 1992 werd de Premier League opgericht. De aanstelling van de Schotse trainer Kenny Dalglish betekende voor Mimms dat hij minder speelkansen kreeg en dat Tim Flowers definitief zijn positie innam. In het seizoen 1994/95 won Blackburn de Premier League met spelers als Alan Shearer, Chris Sutton en aanvoerder Tim Sherwood. Omdat Mimms slechts vier competitiewedstrijden speelde mocht hij geen medaille in ontvangst nemen. In 1996 verliet Mimms na zes jaar Ewood Park.
Mimms stond slechts een wedstrijd tussen de palen bij Crystal Palace, aangezien hij Palace algauw verliet. Hij maakte het seizoen 1996/97 namelijk vol als eerste doelman van Preston North End, waarmee hij actief was in de tweede afdeling. In 1997 verruilde hij Preston North End voor Rotherham United, de club waar hij was doorgebroken.
In 1998 werd Mimms door Rotherham United uitgeleend aan York City, de club uit zijn geboortestad York. Mimms werd na de uitleenbeurt definitief overgenomen van Rotherham United. Hij speelde twee seizoenen voor York City. Het seizoen 2000/01 werd zijn laatste als profvoetballer, met vierdeklasser Mansfield Town.

## Trainerscarrière
Mimms werd na zijn spelerscarrière actief als keeperstrainer voor verscheidene clubs. Ten eerste was hij van 2001 tot 2008 keeperstrainer van Wolverhampton Wanderers. Daarna keerde hij terug naar Blackburn Rovers en vervulde dezelfde rol. In 2012 stapte hij af van zijn functie als keeperstrainer bij Blackburn. Mimms werkte nadien als keeperstrainer bij Oldham Athletic, tot hij in 2014 een rol als keeperstrainer kreeg aangeboden bij het Bahreins voetbalelftal. Acht maanden later, in oktober 2014, deed Mimms afstand van zijn functie bij de nationale ploeg van Bahrein en werd vervolgens keeperstrainer bij Premier League-club West Ham United (zie foto).